# Koncert 1992 (Archív)
A Koncert 1992 (Archív) , a C.A.F.B. együttes korai felállásának 1995-ben megjelent  egyetlen koncert és egyben az utolsó hivatalos albuma. A hangzóanyag felvételeit a C.A.F.B. 1992 december 19-en rögzítette a Fekete Lyuk nevű budapesti szórakozóhelyen, a debreceni Tankcsapda együttessel adott koncertjén.

## A hangzóanyagról
Az albumon szereplő dalok közt megtalalhatók a C.A.F.B. alakulás utáni, korai punk korszakának dalai  (mint a Ne fizess adót, Most menj el vagy a később több alkalommal újrarögzített BRFK) és az 1993-as "Ne bízz senkiben!" lemezen megjelent szerzemények egy része.(mint a "Felrobbantak" vagy a "Döfés"). Az album utolsó dala, a punk körökben népszerű BRFK című szerzemény ezen a felvételen szövegileg igen erőszakos formában hangzik el.(Az album borítóján látható "szókimondó szövegek" figyelmeztetés feltehetően erre utal).

## A kapcsolódó koncert
A koncert 1992. december 19-én volt a Fekete Lyukban. Az ehhez kapcsolódó szórólap szerint, a rendezvényen csak két zenekar lépett fel. A C.A.F.B. és a Tankcsapda.

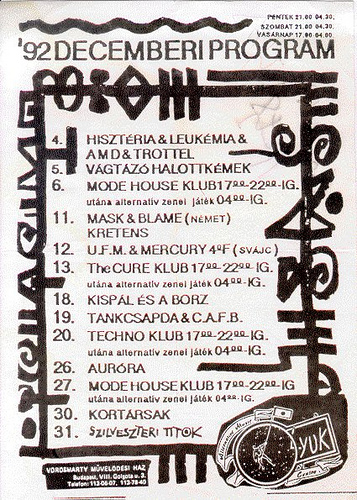
Fekete lyuk szórólap 1992

## Az album dalai
1. Intro
2. Most menj el
3. Utolsó város
4. Felrobbantak
5. Richterskála 8. foka
6. Nagyvagány
7. Erőszak
8. Szadista
9. Ne bízz senkiben
10. Döfés
11. Ne fizess adót!
12. Sörét
13. Ellenségemhez
14. BRFK

## Közreműködők
- Szakácsi Gábor
- Szita Mihály
- Oláh Immanuel